# ジジモン
ジジモンは
1. デジタルモンスターシリーズに登場する架空の生命体・デジタルモンスターの一種。
2. デジモンワールドの登場人物。

## 概要
デジモンワールドで初登場。ゲームの主人公の案内人・助言者的な役回りが多いが、ババモンやデジモンアドベンチャーのゲンナイが同じ役割を果たす場合もある。

## 種族としてのジジモン
原始人のような風貌のエンシェント型デジモン。創成期から生きていると言われており非常に博識。

### 基本データ
- 世代/究極体
- タイプ/エンシェント型
- 属性/ワクチン
- 必殺技/ハングオンデス
- 得意技/ベーコニングキャット、ガードスティック
- 勢力/アンノウン

### 亜種・関連種・その他
- ババモン

## 登場人物としてのジジモン
- デジモンワールド - ファイル島の異変に気づき現実世界から主人公を召喚した。
- デジモンワールド2 - ファイル島に住んでいる。
- ポケットデジモンワールド
- デジモンテイマーズ - 第26話にババモンと共に登場。ケンタとヒロカズを気に入る。
- デジモンアドベンチャーVテイマー01 - ホスピタウン在住の医師。移動手段にバードラモンを用いる。
- デジモンクロスウォーズ - 第1話から登場。微笑みの里の長老的存在。シャウトモンからは「ジジイ」の名で呼ばれている。